# Hvidøret silkeabe
Den hvidørede silkeabe (Callithrix jacchus) er en lille vestabe i familien egernaber. Den lever i tropisk regnskov eller savanne i Brasilien i Sydamerika. Kropslængden er 20 centimeter og vægten er 330 gram. Farven varierer fra grå til mørkebrun med lyst ansigt og øreduske.